# Copa Italia 2025-26
La Coppa Italia 2025-26 —denominada Coppa Italia Frecciarossa por motivos de patrocinio— será la 79.ª edición de la copa nacional del fútbol italiano.

## Formato
Los equipos participarán en la competición en varias etapas, de la siguiente manera:
- Primera fase (partido único)
  - Ronda preliminar: comienzan el torneo los cuatro equipos de la Serie C y los cuatro de la Serie B.
  - Primera ronda: a los cuatro ganadores se unirán los 16 equipos restantes de la Serie B y 12 equipos de la Serie A.
  - Segunda ronda: se enfrentan los 16 ganadores.

- Segunda fase
  - Octavos de final (partido único): a los ocho ganadores se les unirán los clubes de la Serie A, cabezas de serie 1 a 8.
  - Cuartos de final (partido único): los ocho ganadores se enfrentan entre sí.
  - Semifinales (ida y vuelta): los cuatro ganadores se enfrentan entre sí.
  - Final (partido único): los dos ganadores se enfrentan entre sí.

## Calendario
| Fase                | Ronda            | Fecha                        |
| ------------------- | ---------------- | ---------------------------- |
| Fase Clasificatoria | Ronda preliminar | 9 y 10 de agosto de 2025     |
| Fase Clasificatoria | 1.ª ronda        | 15 al 18 de agosto de 2025   |
| Fase Clasificatoria | 2.ª ronda        | 24 de septiembre de 2025     |
| Fase Final          | Octavos de final | 3 al 17 de diciembre de 2025 |
| Fase Final          | Cuartos de final | 4 al 11 de febrero de 2026   |
| Fase Final          | Semifinales      | marzo a abril del 2026       |
| Fase Final          | Final            | 13 de mayo de 2025           |

## Ronda preliminar
En esta ronda compitieron un total de ocho equipos de la Serie B y la Serie C, cuatro de los cuales avanzaron a la primera ronda.
| Equipo 1         | Resultado | Equipo 2 |
| ---------------- | --------- | -------- |
| Virtus Entella   | 4–0       | Ternana  |
| Padova           | 0–2       | Vicenza  |
| Audace Cerignola | 1–0       | Avellino |
| Pescara          | 1–0       | Rimini   |